# Kaze no stigma
Kaze no stigma (風の聖痕? lett. "Stigma del vento") è una serie di light novel scritta da Takahiro Yamato e illustrata da Hanamaru Nanto. I romanzi che compongono la serie sono stati pubblicati dall'editore Fujimi Shobō da gennaio 2003 a marzo 2010, per un totale di 12 numeri.
Dalla serie di romanzi è stato creato un manga, intitolato Kaze no stigma -Kōen no miko-, scritto da Takahiro Yamato e illustrato da Neko Miyakai, e un adattamento ad anime costituito da una serie televisiva creata dallo studio Gonzo e composta da 24 episodi trasmessi su Chiba TV e altre reti da aprile a settembre 2007.

## Trama
Quattro anni prima dell'inizio della storia, Kazuma Kannagi era stato sconfitto da sua cugina Ayano in un duello volto a decidere il successore di Enraiha, la spada sacra che veniva tramandata di generazione in generazione all'interno del loro clan. A causa di questa sconfitta e della incapacità di Kazuma di usare l'Enjutsu, l'arte di controllare il fuoco specialità dei Kannagi, suo padre lo caccia dalla famiglia. Dopo quattro anni fa ritorno in Giappone, adesso maestro di Fuujutsu, l'arte di controllare il vento, con un nuovo nome: Kazuma Yagami. Poco dopo il suo ritorno alcuni membri della famiglia Kannagi vengono uccisi e l'arma dei delitti si rivela essere proprio Fuujutsu. In principio la colpa viene fatta ricadere su Kazuma ma, col progredire della storia, si scopre che in realtà l'artefice dei delitti è il clan Fuuga: servitori del clan Kannagi. Così Kazuma si riunisce con Ayano e con suo fratello minore, Ren, molto abile nell'uso di Enjutsu.

## Personaggi

### Personaggi principali
Kazuma Yagami (八神 和麻?, Yagami Kazuma)
Doppiato da: Daisuke Ono, Akeno Watanabe (da bambino)
Kazuma è un ex membro della famiglia Kannagi. A 18 anni è stato espulso dalla famiglia da suo padre, dopo essere stato sconfitto dalla cugina Ayano nella cerimonia per decidere il successore di Enraiha, la spada sacra di famiglia, a causa della sua incapacità di usare l'En-Jutsu. Quattro anni più tardi, all'età di ventidue anni, ritorna in Giappone come esperto maestro di Fū-Jutsu.
Il Fū-Jutsu conferisce a Kazuma poteri molto ampi. Oltre a poter volare trasportando anche tre persone, Kazuma può lanciare raffiche di vento che agiscono come spade, e può manipolare gli spiriti del vento per creare una barriera che protegge il suo corpo da danni fisici o che riflette la luce in modo da camuffare se stesso. Forse è anche in grado di manipolare l'elettricità, dato che l'attrito del vento ad alta velocità produce elettricità statica.
Kazuma è anche un Contraente, poiché ha stipulato un patto con il Kaze no Seirei-Ou (Signore degli Spiriti del Vento), grazie al quale Kazuma è in grado di radunare tutti gli spiriti del vento presenti nell'atmosfera, amplificando così i suoi poteri, e può guarire le sue ferite. Quando utilizza questo potere i suoi occhi diventano di colore azzurro. Tuttavia l'uso di questa capacità sottopone il suo corpo ad un enorme sforzo. Inoltre, quando è molto arrabbiato, i suoi occhi diventano color rosso cremisi, il suo vento diventa nero e riesce anche a leggere il pensiero delle persone, anche se questo provoca quasi la morte delle persone in questione. Quando si trova in questo stato però Kazuma non ha scrupoli a ferire gli altri con i suoi poteri fino a che non ottiene ciò che vuole. Tuttavia in questo stato la sua forza complessiva sembra indebolirsi rispetto a quando è in stato normale, infatti quando Ayano lo aiuta ad uscire fuori dalla condizione di rabbia, afferma che il suo vento nero è inefficace.
Dopo essere stato cacciato dalla famiglia, l'unico desiderio di Kazuma era quello di acquisire un grande potere. Si trasferisce perciò in una piccola città della Cina dove causa ogni sorta di guai, fino all'incontro con Cui-Lin, una ragazza di cui si innamora e con la quale va a vivere, abbandonando il desiderio di potere. La sua felicità tuttavia viene bruscamente interrotta quando un'organizzazione criminale utilizza Cui-Lin come sacrificio per invocare un potente demone. Incolpandosi per non essere riuscito a proteggerla, Kazuma vuole di nuovo ottenere un grande potere, così stipula un patto con il Signore del Vento. Qualche tempo dopo essere divenuto un Contraente riesce ad uccidere l'assassino di Cui-Lin. Poi, due anni prima dell'inizio della storia, Kazuma si dà il nome di mago diabolico del vento che non esita a ferire gli altri pur di portare a termine la sua missione. La sua personalità torna tuttavia a rivolgersi di nuovo al bene dopo il ritorno in Giappone e l'incontro con Ayano e, verso la fine della storia, ammetterà di essere ora in grado di amare un'altra persona oltre Cui-Lin, innamorandosi di Ayano.
Nel romanzo scopriamo che, dopo la morte di Cui-Lin, Kazuma aveva tentato di suicidarsi ma era stato salvato da un eremita taoista errante che, vedendo in lui delle potenzialità, lo aveva portato sulla sua montagna dove Kazuma aveva trascorso il successivo anno e mezzo allenandosi. Poi, sentendosi pronto per realizzare la sua vendetta, Kazuma aveva lasciato la montagna.
Ayano Kannagi (神凪 綾乃?, Kannagi Ayano)
Doppiata da: Ayumi Fujimura
Ayano ha sedici anni ed è un'esperta maestra di En-Jutsu nonché prossimo successore a capo della famiglia Kannagi. Di solito agisce di testa sua anche andando contro gli ordini. Nonostante sembri indisciplinata, è molto orgogliosa della sua eredità e, anche se dichiara di odiare Kazuma, in realtà ha una cotta per lui. Spesso però è irritata dai tentativi di approccio di lui e allo stesso tempo ha violenti accessi di rabbia quando egli si avvicina ad un'altra donna. Alla fine si rende conto di essere innamorata di lui. Kazuma è anche l'unica persona che lei considera più forte addirittura di suo padre sia in termini di potenza che di prestanza fisica.
Il potere di Ayano è Kouen, la Fiamma Cremisi, anche se non è ancora in grado di controllarla in modo consapevole. Ha a disposizione anche Enraiha, la spada sacra dei Kannagi, che si è aggiudicata sconfiggendo Kazuma nella cerimonia per la successione quattro anni prima. La spada ha le proprietà del fuoco e può essere invocata da Ayano in qualsiasi momento.
Per quanto riguarda i combattimenti Ayano tende a lottare spericolatamente, facendosi dominare dalla rabbia e dall'orgoglio. Kazuma la batte in quasi tutti gli incontri sottolineando le sue debolezze nel suo stile di combattimento.

### Famiglia Kannagi
Ren Kannagi (神凪 煉?, Kannagi Ren)
Doppiato da: Rika Morinaga
Ren è il fratello minore di Kazuma. Ha rispetto di Ayano e letteralmente adora Kazuma; afferma infatti che un giorno spera di diventare forte come lui e poter proteggere tutti. Ren ha l'aspetto di un bishōnen (bel ragazzo tipico), cosa che a volte gli procura il disprezzo di alcuni dei suoi compagni di scuola. Malgrado ciò Ren è molto popolare all'interno della sua scuola, e consegue eccellenti risultati tanto negli studi che nelle discipline atletiche. Tra i suoi più grandi ammiratori ci sono Suzuhara Kannon (f.) e Serizawa Tatsuya (m.), tutti e due molto affascinati da lui.
Nel corso della storia Ren si innamora di una ragazza di nome Ayumi, ma presto scopre che è solo un clone creato per essere sacrificata in un rituale. Nonostante riesca a salvarla dal rituale Ayumi muore comunque poiché era stata programmata per una vita di breve durata, però riesce prima a dire a Ren che anche lei lo ama. Ren, che all'inizio della storia aveva mostrato sentimenti di inadeguatezza, viene ispirato dalla morte di Ayumi a diventare più forte per poter proteggere coloro che ama. La forza di Ren è costituita dalla Fiamma D'oro, che si dice abbia il più grande potere di purificazione.
Genma Kannagi (神凪 厳馬?, Kannagi Genma)
Doppiato da: Rikiya Koyama
Genma è il severo padre di Ren e Kazuma. Nonostante sia responsabile dell'espulsione di Kazuma dalla famiglia Kannagi, egli desiderava solo che suo figlio trovasse la propria strada nella vita. Come Kazuma, anche Genma ha delle difficoltà a esprimere i suoi sentimenti agli altri ed entrambi sono così testardi che ogni volta che si incontrano immediatamente scoppia una battaglia distruttiva. Sebbene Kazuma riesce a batterlo nella loro prima battaglia dopo anni, Genma è comunque il più potente En-Jutsushi dei Kannagi ed è il detentore della Souen, la Fiamma Divina Blu, che solo in undici hanno posseduto dalla fondazione del clan Kannagi.
Nonostante le loro somiglianze, né Genma né Kazuma sono disposti ad ammettere le similitudini tra di loro.
Come molti membri della famiglia Kannagi, Genma disprezza il Clan Fūga e gli utilizzatori del vento in generale.
Quando Kazuma diventa una furia impazzita alla fine della serie, Genma è il primo ad offrirsi volontario per assassinare il figlio diseredato.
Jūgo Kannagi (神凪 重悟?, Kannagi Jūgo)
Doppiato da: Masaki Terasoma
È il padre di Ayano e cugino di Genma, nonché capo attuale della famiglia Kannagi. Jūgo è molto preoccupato per la testardaggine di sua figlia. Diversamente dalla dottrina dei Kannagi, basata esclusivamente sulla forza, Jūgo ha tentato di fermare la discriminazione contro il Clan Fūga. Egli inoltre si rammarica di non aver potuto impedire l'espulsione del Kazuma dalla famiglia. Crede che Kazuma sia essenziale per i Kannagi e crea costantemente situazioni in cui Ayano possa entrare in relazione con lui. Come capo del clan Kannagi, Jūgo è responsabile di dirigere gli altri membri della famiglia principale e delle famiglie discendenti ed anche del Clan Fūga. Nella serie Jūgo non lascia mai il complesso residenziale dei Kannagi e addirittura esce raramente dalla sua sala riunioni.
È effettivamente considerato il più forte En-jutsushi dei Kannagi e detiene la Fiamma Porpora, ma a causa di una ferita a una gamba provocata da un incidente d'auto, ora Genma è il più forte.

## Media

### Light novel
Kaze no Stigma iniziò come una serie di light novel, scritta da Takahiro Yamato e illustrata da Hanamaru Nanto, serializzata sulla rivista giapponese per light novel indirizzate a un pubblico seinen Dragon Magazine, pubblicata da Fujimi Shobō, una parte di Kadokawa Shoten. Iniziò la serializzazione nel gennaio 2002, e a aprile 2007, è in corso. Undici volumi sono stati pubblicati, sei volumi principali e cinque raccolte di storie brevi. Il più recente volume è stato pubblicato il 20 ottobre 2005 e il più recente volume di storie brevi è uscito in Giappone nel dicembre 2007. È stato riportato che l'autore delle light novel, Takahiro Yamato, è morto il 20 luglio 2009, lasciando la serie incompleta. La pubblicazione della serie è stata portata a termine con un totale di 12 volumi nel mese di marzo 2010.

### Manga
Una serie manga illustrata da Neko Miyakai inizi la serializzazione sulla rivista giapponese per manga shōnen Monthly Dragon Age il 9 aprile 2007. Al 6 marzo 2008 due volumi sono stati pubblicati da Fujimi Shobō.

### Anime
Un adattamento ad anime costituito da una serie televisiva è stata prodotta dallo studio Gonzo e fu trasmesso sulle reti televisive nipponiche tra l'11 aprile e il 20 settembre 2007, per un totale di 24 episodi; fu trasmesso in uno slot parte della tarda notte. La serie fu diretta da Junichi Sakata. Il primo DVD di Kaze no stigma fu pubblicato il 24 agosto 2007. Fu pubblicato da Funimation nel 2009 iniziando con la prima parte. La sigla di apertura dell'anime è "Blast of Wind", interpretata da Saori Kiuji, scritta da Chiaki Ishikawa e Mitsuko Komuro e composta da Kazumi Mitome e Akino Arai. La prima sigla di chiusura è "Hitorikiri no Sora" di Saori Kiuji e la seconda sigla di chiusura è "Matataki no Kiwoku" (瞬きのキヲク?) di Ayumi Fujimura, Yuka Inokuchi e Shizuka Itō.
La serie è licenziata nel Nord America da FUNimation Entertainment. Il 19 maggio 2010 una versione doppiata in lingua inglese iniziò la sua trasmissione sul canale di Animax Asia.
La maggiore differenza tra le novel e l'anime è il tono più scuro e violento dei romanzi. Il personaggio di Kazuma è molto più "oscuro" nelle novel, che lo mostra uccidere molti dei personaggi antagonisti nella serie, mentre nell'anime tali scene vengono modificate rendendo Kazuma coinvolto con loro. Altre scene in cui sono presenti morti raccapriccianti sono state semplicemente rimosse.

#### Episodi
| Nº | Giapponese 「Kanji」 - Rōmaji                              | In onda           | In onda |
| Nº | Giapponese 「Kanji」 - Rōmaji                              | Giapponese        |         |
| 1  | 「風の帰還」 - Kaze no Kikan                               | 11 aprile 2007    |         |
| 2  | 「過去との対決」 - Kako to no Taiketsu                     | 18 aprile 2007    |         |
| 3  | 「神凪宗家」 - Kannagi Sōke                                | 25 aprile 2007    |         |
| 4  | 「契約者 (コントラクター)」 - Keiyakusha (Kontorakutā)     | 2 maggio 2007     |         |
| 5  | 「迷いを捨てた者」 - Mayoi wo Suteta Mono                  | 9 maggio 2007     |         |
| 6  | 「力の代償」 - Chikara no Daishō                           | 16 maggio 2007    |         |
| 7  | 「魂の値段」 - Tamashii no Nedan                           | 23 maggio 2007    |         |
| 8  | 「綾乃ちゃんの災難」 - Ayano-chan no Sainan                | 30 maggio 2007    |         |
| 9  | 「月下の出会い」 - Gekka no Deai                           | 6 giugno 2007     |         |
| 10 | 「護るべき人」 - Mamoru Beki Hito                          | 13 giugno 2007    |         |
| 11 | 「それぞれの決意」 - Sorezore no Ketsui                    | 20 giugno 2007    |         |
| 12 | 「月下の告白」 - Gekka no Kokuhaku                         | 27 giugno 2007    |         |
| 13 | 「遊園地に行こう!」 - Yūenchi ni Ikō!                      | 4 luglio 2007     |         |
| 14 | 「綾乃ちゃんの更なる災難」 - Ayano-chan no Saranaru Sainan | 12 luglio 2007    |         |
| 15 | 「キャサリン·リターンズ」 - Kyasarin Ritānzu               | 19 luglio 2007    |         |
| 16 | 「父と子と」 - Chichi to Ko to                             | 26 luglio 2007    |         |
| 17 | 「魔法使いの倒し方」 - Mahōtsukai no Taoshi Kata           | 2 agosto 2007     |         |
| 18 | 「東京RPG」 - Tōkyō RPG                                    | 9 agosto 2007     |         |
| 19 | 「パンデモニウム」 - Pandemoniumu                          | 16 agosto 2007    |         |
| 20 | 「翠色の残影」 - Midoriiro no Zan'ei                       | 23 agosto 2007    |         |
| 21 | 「狂乱の風術師」 - Kyōran no Fūjutsushi                    | 30 agosto 2007    |         |
| 22 | 「決意と逡巡と」 - Ketsui to Shunjun to                    | 6 settembre 2007  |         |
| 23 | 「紅炎」 - Kōen                                            | 13 settembre 2007 |         |
| 24 | 「風の護りしもの」 - Kaze no mamorishi mono                | 20 settembre 2007 |         |

### Videogioco
Un videogioco RPG dedicato alla serie, Kaze no Stigma RPG, pubblicato da Fujimi Shobō, è uscito nei negozi giapponesi nel giugno 2007. Il videogioco è curato da Kiyomune Miwa e utilizza lo Standard RPG System.